# Surfin' Safari (canción)
«Surfin' Safari» es una canción escrita por Brian Wilson y Mike Love para The Beach Boys. Fue publicada en sencillo con "409" en el lado B en 1962, el corte entró al top 20 del Billboard al alcanzar el puesto catorce, y llegó al número uno en Canadá y Suecia. La canción también apareció en el álbum debut de la banda, llamado también Surfin' Safari.

## Grabación
La banda primero grabó en World Pacific Studios el 8 de febrero de 1962, era una de las primeras sesiones de grabación en la vida de The Beach Boys. Sin embargo, las grabaciones de aquella sesión, tomada por Hite Morgan, en última instancia permanecerían inéditas. La única diferencia instrumental sobre esta versión a diferencia de la versión oficialmente lanzada era la presencia de Al Jardine en guitarra, en vez de David Marks, su suplente.
La pista instrumental así como la voz para la versión oficial fue grabada en Western Recorders el 19 de abril de 1962. La sesión, fue producida por Carl Wilson tocando la guitarra; Brian Wilson en bajo y Dennis Wilson tocando la batería. La canción tiene a Mike Love en voz principal y coros de Brian y el grupo. "Surfin' Safari" con "409" sería el primer sencillo para ser publicado con la discográfica Capitol Records, y a la vez era el segundo en total del conjunto. El sencillo alcanzaría su puesto máximo en la posición n.º 14 en el Billboard, con "409" que también alcanzó el lugar n.º 76, en un mismo sencillo aparecen dos primeros grandes clásicos de la banda.
Fue publicado recién en octubre de 1962 en el Reino Unido, el sencillo "Surfin' Safari" era el primer sencillo en ser lanzado al Reino Unido. Sin embargo, el mismo fracaso en las listas del Reino Unido. En Alemania se editó la grabación de World Pacific Studios, en lugar de la versión más conocida.

## Publicaciones
La canción fue lanzada en el álbum de estreno de la banda Surfin' Safari de 1962, también fue incluido en Best of The Beach Boys Vol. 2 de 1967, también en el exitoso álbum doble Endless Summer de 1974, en el álbum doble Made in U.S.A. de 1986, en el compilado inglés de 1990 Summer Dreams, tres tomas de las primeras grabaciones de World Pacific Studios de la canción fueron lanzados en el CD del álbum de compilación Lost & Found (1961-62) de 1991, con otros archivos perdidos, en el exitoso box set Good Vibrations: Thirty Years of The Beach Boys de 1993, en The Very Best of The Beach Boys de 2001, en el exitoso compilado de 2003 Sounds of Summer: The Very Best of The Beach Boys, en Platinum Collection: Sounds of Summer Edition de 2005 y en el box que junta los sencillos de la banda U.S. Singles Collection: The Capitol Years, 1962-1965 de 2008.